# 馬玉江
馬玉江是一位中国當代藝術家。

## 生平
出生於中國山東，畢業於北京中央美術學院，現居香港。作品以長時間持續進行的項目為主。探索時間、生命、存在等議題。
馬玉江因與麥難民有關的作品《夜未央》(How Heavy is the Night) 而廣為人知。作品以感動、詩意和人文關懷見長。日常生活、生命死亡、時間流逝、地域變遷等都是馬玉江的靈感來源。
曾出版詩集《雨天去金鳳下午茶》，曾定期於《明報》「星期日生活」發表作品，曾以筆名末之齋定期於《明報周刊》《明報》發表藝術評論。

## 代表作品

### 「母親」系列
「母親」系列包括兩件作品：《媽媽，我想離你更近一些》和《母與子》。其中《母與子》是藝術家用一生完成的作品。

### 媽媽，我想離你更近一些
《媽媽，我想離你更近一些》(Mother, I want to be a little closer to you)是一件行為藝術，在馬玉江母親去世20週年的忌日，他點燃20根佛香，香灰落在他赤身裸體的身上，直到燃燒結束。。
這件作品是藝術家早期作品，曾在北京今日美術館、
德國科隆國際藝術博覽會(ART COLOGNE)、
三亚艺术季等地展覽。

### 母與子
《母與子》是一系列油畫作品，馬玉江在三歲時母親去世，只留下一張與母親的合影：照片中馬玉江一歲，他的母親二十七歲。馬玉江根據這張照片，每年畫一張自己與母親在一起的油畫。畫面中他逐年變化，母親永遠是那個樣子。現在，馬玉江已經比母親年齡大。
這件作品自馬玉江二十一歲開始創作。曾於2025年2-8月在香港安達人壽(CHUBB)展覽，2022年9-10月在香港視覺藝術中心展覽。2020年2月在香港《明報》「星期日生活」發表兩幅：十一歲、二十三歲，另外在藝術家的部分訪談中配有插圖。

### 夜未央
《夜未央》(英文：How Heavy is the Night，中國大陸譯：《夜晚有多重》)是藝術家馬玉江用一年的時間，在24小時麥當勞觀察麥難民，把其消費的單據收集起來，共1300多張。馬玉江稱出每張單據的重量，並於2018年開辦名為《夜未央》的展覽。
接受訪問時表示，自己曾因失眠流連街上，卻在麥當勞找到安全感。藝術家不想消費他們生命，希望更多人正視麥難民的問題。
展覽於灣仔富德樓舉行，三面牆鋪滿黑色砂布，並用白色塗改液寫著單據的時間、重量。麥難民去麥當勞比常人選擇食物少，通常一種，
故而單據短小，0.3-0.5克。像他們生命的重量，像夜晚的重量，承受着生活中不能承受之輕。

##### 影響
《夜未央》展覽所反應的「麥難民」問題，由CNN、TIME、明報、South China Morning Post 等媒體報導，引起社會廣泛關注。

### 蒼茫
《蒼茫》(Cang Mang)是一件關於戰爭、離別、死亡的作品，起源於台灣詩人周夢蝶的故事。馬玉江通過對一個人的追憶，探討大時代下人類命運的沉浮。這是一系列圖像作品，圖像來源於二戰時的海戰照片。馬玉江用photoshop 把照片中的戰爭痕跡（屍體、硝煙、砲火、士兵）塗掉，只剩下海。這是馬玉江在香港的首次個展，於2015年PearlLam Galleries 展出。

### 杏核·戒指
《杏核·戒指》(The Wedding Ring)是一件「社會實踐」作品，馬玉江通過將藝術「介入」到個人生活中，從而獲得一件藝術作品。這是馬玉江的早期作品，曾在北京唐人當代藝術中心
、德國科隆國際藝術博覽會、廣州扉美術館等地展出。